# والتر مرچ
والتر مرچ (انگلیسی: Walter Murch؛ زادهٔ ۱۲ ژوئیهٔ ۱۹۴۳) تدوین‌گر و طراح صدا اهل ایالات متحده آمریکا است.
او دانش‌آموختهٔ «دانشگاه جانز هاپکینز» در رشتهٔ علوم مقدماتی و همچنین «کالج هنرهای سینمایی در دانشگاه کالیفرنیای جنوبی» است.
والتر مرچ در سال‌های ۱۹۷۹ و ۱۹۹۶ میلادی، به ترتیب بابت فیلم اینک آخرالزمان و بیمار انگلیسی، برندهٔ جایزه اسکار بهترین صداگذاری شد.
وی همچنین در سال ۱۹۹۶ میلادی، بابت تدوینِ فیلمِ بیمار انگلیسی، برندهٔ جایزه اسکار بهترین تدوین و جایزهٔ بفتای بهترین تدوین شد.

## گزیدهٔ آثار

### صداگذاری و میکس صدا
- تترو (۲۰۰۹)
- جارهد (۲۰۰۵)
- کوهستان سرد (۲۰۰۳)
- کی-۱۹: بیوه‌کن (۲۰۰۲)
- بیمار انگلیسی (۱۹۹۶)
- اولین شوالیه (۱۹۹۵)
- آقای ریپلی بااستعداد (۱۹۹۰)
- پدرخوانده: قسمت سوم (۱۹۹۰)
- روح (۱۹۹۰)
- اینک آخرالزمان (۱۹۷۹)
- پدرخوانده: قسمت دوم (۱۹۷۴)
- مکالمه (۱۹۷۴)
- دیوارنویسی آمریکایی (۱۹۷۳)
- پدرخوانده (۱۹۷۲)
- مردمان باران (۱۹۶۹)

### تدوین
- سرزمین فردا (۲۰۱۵)
- مرد گرگ‌نما (۲۰۱۰)
- تترو (۲۰۰۹)
- جارهد (۲۰۰۵)
- کوهستان سرد (۲۰۰۳)
- کی-۱۹: بیوه‌کن (۲۰۰۲)
- آقای ریپلی بااستعداد (۱۹۹۰)
- بیمار انگلیسی (۱۹۹۶)
- اولین شوالیه (۱۹۹۵)
- پدرخوانده: قسمت سوم (۱۹۹۰)
- روح (۱۹۹۰)
- سبکی تحمل‌ناپذیر هستی (۱۹۸۸)
- اینک آخرالزمان (۱۹۷۹)
- جولیا (۱۹۷۷)
- مکالمه (۱۹۷۴)
- نشانی از شر (۱۹۵۸)